# Spatha

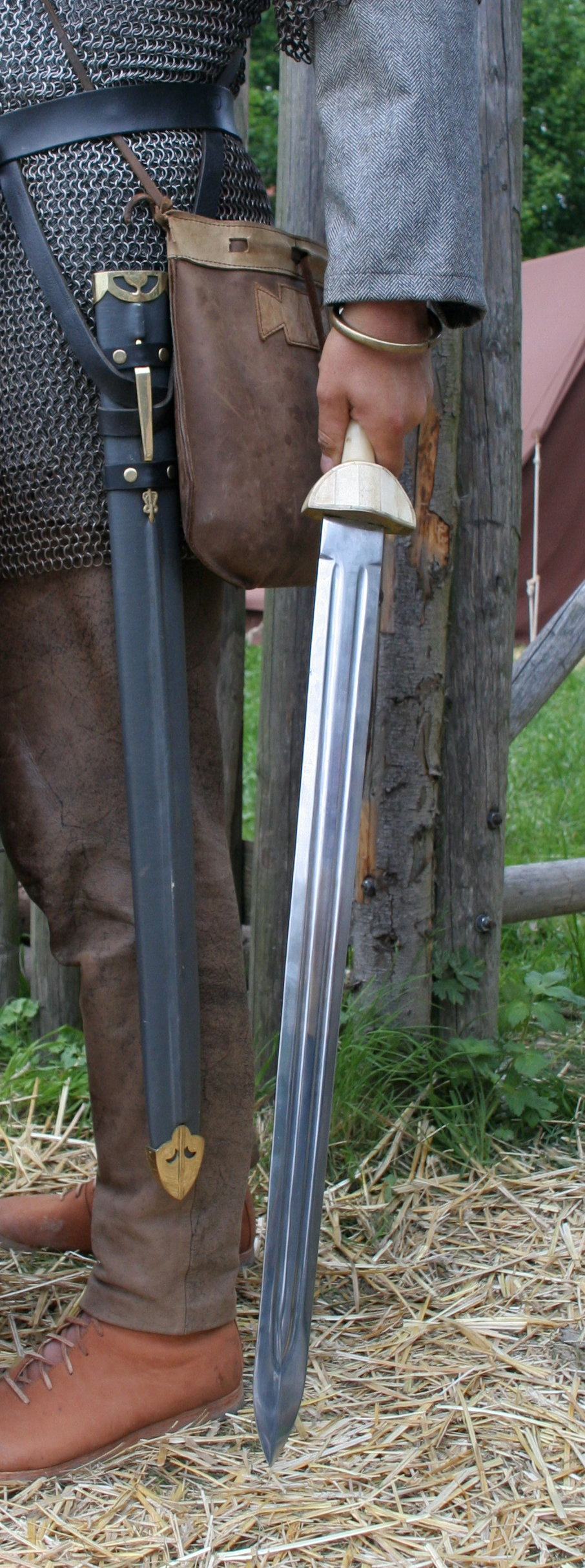
Replika spathy

Spatha byl sečný jezdecký meč podobný gladiu, používaný v Evropě asi od 1. století na území Římského impéria. Stejně jako u gladia vychází jeho tvar z keltského meče. Měl dřevěnou rukojeť bez záštity, dvojsečná čepel s tupým hrotem byla dlouhá 0,75–1 metr a široká 3–4 cm.

## Rozšíření
V římském vojsku s ní byli vyzbrojeni nejdříve galští rekruti v pomocných sborech zvaných auxilia, později nahradila i gladius u pěchoty. Po rozpadu římské říše a stěhování národů se rozšířila mezi barbarskými kmeny Evropy, zejména u Germánů. Často se lze setkat s tím, že je uváděna jako germánský meč. Národy, které spathu přejaly, si ji různě přizpůsobovaly, například při výrobě lombardské verze byla použita nová technika navařování pásů tvrdé ocele na měkké železné jádro.
Rané vikinské meče, které se vyvinuly bez technologického kontaktu na zbytek Evropy, jsou velmi podobné mečům franským. Lze předpokládat, že spatha byla základem pro oba tyto meče, vzniklé nezávisle na sobě. Spojením spathy a jiných mečů pak vzniká ve vrcholném středověku typický „rytířský“ meč.

## Původ slova a moderní užití
Latinské slovo spatha vychází z řeckého σπάθη (spathe), které označuje jakýkoliv dlouhý a plochý předmět. Různé podoby tohoto slova se dodnes používají k označení meče ve státech, které byly součástí římské říše:
- italština: spada
- španělština: espada
- portugalština: espada
- francouzština: épée
- katalánština: espasa